# Amt Papenteich
Das Amt Papenteich war von 1852 bis 1859 ein historisches Verwaltungsgebiet des Königreichs Hannover und war der Landdrostei Lüneburg unterstellt.

## Geografie
Das Amt Papenteich umfasste im Wesentlichen die geografische Hochfläche des Papenteich sowie das gleichnamige historische Gebiet.

## Geschichte
Als die älteste Verwaltungsstruktur im Papenteich gelten die Gogräfschaften Papenteich, bzw. die Grafschaft Papenteich. Dabei war der Papenteich Teil des Amtes Gifhorn im Kurfürstentum Braunschweig-Lüneburg. Seit der Schaffung des Königreiches Hannover während des Wiener Kongresses im Jahr 1814 war der Papenteich (südlich der Aller) neben dem Heidemark District (nördlich der Aller) einer von zwei Verwaltungsbezirken im Amt Gifhorn.
Nach einer umfassenden Verwaltungs- und Justizreform am Anfang der 1850er-Jahre wurde 1852 das bisherige Amt Gifhorn in zwei neue Ämter Gifhorn und Papenteich aufgeteilt. Ziel der Reform war eine Kompetenzverlagerung von der Rostereien auf die Ämter. Mit der „Verordnung die Bildung der Amtsgerichte und unteren Verwaltungsbehörden betreffend“ vom 7. September 1852 wurde dann das „Amt Papenteich zu Gifhorn“ geschaffen.
Gifhorn blieb auch für das Amt Papenteich Amtssitz. Die Gerichtsbarkeit verblieb weiter beim Amt Gifhorn.
1859 wurden beide Ämter wieder vereinigt.

## Gemeinden
Dem Amt Papenteich gehörten 33 Gemeinden:
| - Abbesbüttel - Adenbüttel - Allenbüttel - Allerbüttel - Ausbüttel - Bechtsbüttel - Brunsbüttel | - Calberlah - Didderse - Edesbüttel - Eickhorst - Essenrode - Grassel - Gravenhorst | - Groß Schwülper - Harxbüttel - Isenbüttel - Jelpke - Klein Schwülper - Rolfsbüttel - Rothemühle - Vordorf | - Walle - Wasbüttel - Warxbüttel - Wedelheine - Wedesbüttel - Wettmershagen |

- Karte mit allen verlinkten Seiten:
- OSM |
- WikiMap

## Amtmann
- 1852–1859: Wilhelm Otto Adolf Schneider